# Сариарка (газопровід)
Сариарка (газопровід) — трубопровід у Казахстані, за допомогою якого подали блакитне паливо до столиці та ряду індустріальних центрів.
Газопровід, який ввели в дію у 2019 році, починається від компресорної станції «Караозек» на трасі трубопроводу Бейнеу — Бозой — Шимкент, що транспортує ресурс із заходу країни. На своєму шляху «Сариарка» проходить повз Жезказган, Караганду, Темиртау та в підсумку досягає Астани.
«Сариарка» має довжину 1061 км та виконаний в діаметрі 820 мм.
Є проєкт продовження газопроводу далі на північ до Кокшетау та Петропавловська.
У казахській столиці великими споживачами природного газу стали Астанинська ТЕЦ-1 та Астанинська ТЕЦ-2, до яких у перспективі має приєднатись Астанінська ТЕЦ-3.